# Кронборг
Кронборг — замок в Дании, рядом с городом Хельсингёр на северо-восточной оконечности острова Зеландия. В этом месте ширина пролива Эресунн между Данией и Швецией составляет всего 4 км, что придавало замку важное военно-стратегическое значение в течение долгого времени. 30 ноября 2000 года Кронборг включён в список объектов всемирного наследия ЮНЕСКО, как один из наиболее значимых замков эпохи Возрождения в Северной Европе.

## История
До появления нынешнего замка на его месте высилась крепость Кроген. Её возвёл в 1420-х годах король Эрик Померанский. Крепость позволяла собирать пошлины с кораблей, покидающих Балтийское море. Тогда она состояла лишь из нескольких зданий, обнесённых стеной.
Своё нынешнее название Кронборг получил в 1585 году, когда король Фредерик II перестроил замок, сделав его одним из наиболее величественных европейских замков эпохи Возрождения.
25 сентября 1629 года Кронборг почти полностью сгорел, стоять осталась только часовня. Внешний вид замка был восстановлен только к 1639 году королём Кристианом IV, но интерьеры так и не удалось воссоздать полностью.
В 1658 году, во время датско-шведской войны, замок Кронборг был захвачен шведскими войсками под предводительством Карла Густава Врангеля. Когда замок вновь вернулся во владение Дании, решено было существенно укрепить наземные подступы к нему, поэтому в 1688-1691 годах у замка возведен кронверк.

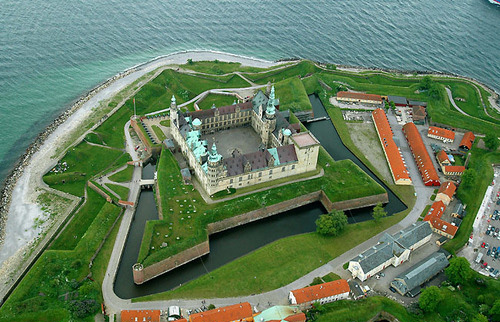
Кронборг с высоты птичьего полёта

Начиная с XVIII века королевская семья использовала замок всё реже и реже. С 1739 года до середины XIX века Кронборг, наряду с военными функциями, выполняет роль тюрьмы. Заключенные охранялись солдатами гарнизона и выполняли работы по фортификации. Некоторым из них, осуждённым за незначительные преступления, разрешалось работать за пределами крепостных стен. В настоящее время подземные казематы замка открыты для посещения туристами.
Самой известной узницей замка Кронборг стала Каролина-Матильда Уэльская, сестра Георга III и жена Кристиана VII, она пробыла в заключении три месяца с 17 января по 30 апреля 1772 года.
С 1785 по 1924 год Кронборг полностью находился под управлением датских военных. Однако последний солдат покинул крепость лишь в 1991 году, когда был расформирован эльсинорский гарнизон, существовавший с 1425 года.

## Кронборг и два датских принца
Замок Кронборг также широко известен под именем «Эльсинор», как место действия пьесы «Гамлет» Уильяма Шекспира. Впервые пьеса была поставлена в самом замке лишь в 1816 году к 200-летию со дня смерти драматурга, а роли в постановке исполняли солдаты гарнизона. С тех пор пьеса о самом знаменитом датском принце исполняется в замке регулярно.
Другой легендарный датский принц, Хольгер Датский, согласно преданию, дремлет где-то в глубине подвалов замка Кронборг и готов проснуться в любой момент, когда Дании будет угрожать опасность, чтобы защитить родную землю от врага.

## Кронборг сегодня
В настоящее время[когда?]

 замок Кронборг является крупным туристическим центром Дании. Ежегодно его посещают около 200 тысяч человек. Для туристов открыты укрепления замка, многочисленные комнаты и залы, королевские покои, подземные казематы, часовня. В 2010 году также открылся для посещения Пороховой дом.
С 1915 года в замке был размещён Датский морской музей, представляющий историю датского флота со времён Возрождения до наших дней. В 2013 году музей переместили в новые помещения, выстроенные поблизости на основе одного из сухих доков. Автором проекта стало архитектурное бюро BIG, на открытии присутствовала королева Дании Маргрете II.